# Heinrich Zänker
Gerhard Henry „Heinrich“ Zänker (* 22. September 1902 in Dresden; † 1. Juni 1984 in Freital) war ein deutscher Ruderer.

## Biografie
Er war der Sohn des Straßenbahnschaffners Emil Paul Zänker. Heinrich Zänker gewann zusammen mit Wolfgang Goedecke, Günther Roll und Werner Zschiesche die Silbermedaille im Vierer ohne Steuermann beim Deutschen Meisterschaftsrudern 1927. Mit der gleichen Besatzung trat das Boot bei den Olympischen Sommerspielen 1928 in Amsterdam an, wo es im Viertelfinale ausschied.